# Двухгорбый
Двухгорбый (фин. Satulasaari — «остров седло») — остров в Ладожском озере, в заливе Лехмалахти. Относится к западным Ладожским шхерам. Расположен в Приозерском районе Ленинградской области, в центральной части залива Лехмалахти. Длина — около 350 м, ширина — до 200 м.
Ближайшие острова — Медвежий, Дальний, Колючий и Стрела.
В остров вдаются четыре небольших залива. Расстояние от берега — около 750 м. Между островом и берегом проходит фарватер в Гладкий залив. Остров низинный, характерны небольшие болотца.
После отделения Финляндии от России в 1917 году остров, как и весь залив, оказался на территории Финляндии. В 1940 году после Советско-финской войны присоединён к СССР. В 1945 году окончательно закреплён за СССР.
Остров лесистый, в лесах растёт сосна, берёза и рябина. Из мелких лесных кустарничков встречаются черника и брусника. Из птиц — чайки и крачки.
Постоянное население отсутствует. Остров загрязняется туристами.